# Zizula
Zizula is een geslacht van vlinders van de familie van de Lycaenidae.

## Soorten
- Z. cyna (Edwards, 1882)
- Z. hylax (Fabricius, 1775)